# Miray Daner
Miray Daner, född 1999 i İstanbul, är en turkisk TV- och filmskådespelare. År 2013 spelade hon Melda i filmen Arkadaşım Max.

## Filmer
- Çınar Ağacı (2011)
- Zil Çalınca Avı (2012)
- Arkadaşım Max (2013)

## TV-serier
- Bez Bebek (2009-2010)
- Papatyam (2009-2011)
- Zil Çalınca (2012-)
- Merhaba Hayat (2012-2013)
- Medcezir (2013-2015
- Vatanim sensin (2017 pågår)